# Lactophrys
Lactophrys is een geslacht van straalvinnige vissen uit de familie koffervissen (Ostraciidae). De wetenschappelijke naam van het geslacht werd voor het eerst geldig gepubliceerd in 1839 door William Swainson, als naam voor een ondergeslacht van het geslacht Tetrosomus. De groep werd in 1865 door Pieter Bleeker opgewaardeerd tot geslacht. De typesoort van het geslacht is Ostracion trigonus Linnaeus, 1758, aangewezen door Pieter Bleeker in 1865.

## Soorten
- Lactophrys bicaudalis (Linnaeus, 1758)
- Lactophrys trigonus (Linnaeus, 1758)
- Lactophrys guineensis (Bleeker, 1865) = Acanthostracion guineensis
- Lactophrys notacanthus (Bleeker, 1863) = Acanthostracion notacanthus
- Lactophrys polygonia (Poey, 1876) (onjuiste spelling voor L. polygonius = Acanthostracion polygonius)
- Lactophrys polygonius (Poey, 1876) = Acanthostracion polygonius
- Lactophrys quadricornis (Linnaeus, 1758) = Acanthostracion quadricornis
- Lactophrys reipublicae Ogilby, 1913 = Tetrosomus reipublicae (Whitley, 1930)
- Lactophrys saxatilis Mowbray, 1931 = Acanthostracion polygonius
- Lactophrys tricornis (Linnaeus, 1758) = Acanthostracion quadricornis
- Lactophrys triqueter (Linnaeus, 1758) = Rhinesomus triqueter
- Lactophrys tritropis Snyder, 1911 = Tetrosomus concatenatus